# Thoburnia atripinnis
Thoburnia atripinnis is een straalvinnige vissensoort uit de familie van de zuigkarpers (Catostomidae). De wetenschappelijke naam van de soort is voor het eerst geldig gepubliceerd in 1959 door Bailey.